# Aliaxis
Aliaxis is een Belgisch watertechnologiebedrijf gespecialiseerd in de productie van buizen. Het heeft echter geen productievestigingen in België.

## Geschiedenis
Aliaxis ontstond in 2003, wanneer de de productie van plasticbuizen van Etex werd afgesplitst. Etex werd in 1905 als Eternit door Alphonse Emsens opgericht en een internationale fabrikant van duurzame bouwmaterialen. Bij de afsplitsing van Aliaxis gaf een aandeel Etex recht op een aandeel Aliaxis. De familie Emsens is nog steeds eigenaar van Aliaxis.
In 2013 kocht Aliaxis 60% van de Indiase marktleider Ashirvad Pipes en in 2018 kocht de resterende 40%. Overige overnames waren buizenproducent Durman Latin America (2007, 2009), de Australische PVC- en polyethyleenbuizenproducent Vinidex (2014) en de buizenafdeling van het Australische Zezt (2016). In 2019 kocht de onderneming de Amerikaanse marktleider in de productie van plastic buizen Silver-Line Plastics.
In 2022 werd Aliaxis Next opgericht, een divisie die onder meer in start-ups investeert. Datzelfde jaar werd het bedrijf tot Onderneming van het Jaar uitgeroepen.
In 2023 deed Aliaxis een bod van 1,82 miljard euro op zijn Finse sectorgenoot Uponor. Na een formele verwerping werd het bod afgeblazen. Aliaxis blijf wel voor ongeveer 10% eigenaar van Uponor.
In 2023 nam het de buizendivisie van het Amerikaanse Valencia Pipe Company over. Een week nadien volgde de overname van het Portugese bedrijf Zypho.